# ダレル・セシリアーニ
ダレル・アルバート・セシリアーニ・ジュニア（Darrell Albert Ceciliani, Jr., 1990年6月22日 - ）は、アメリカ合衆国カリフォルニア州サンホアキン郡トレイシー出身のプロ野球選手（外野手）。左投左打。現在は、フリーエージェント（FA）。

## 経歴

### プロ入りとメッツ時代
2009年のMLBドラフト4巡目（全体134位）でニューヨーク・メッツから指名され、プロ入り。契約後、傘下のアパラチアンリーグのルーキー級キングスポート・メッツでプロデビュー。42試合に出場して打率.234・2本塁打・13打点・14盗塁の成績を残した。
2010年はA-級ブルックリン・サイクロンズでプレーし、68試合に出場して打率.351・2本塁打・35打点・21盗塁の成績を残した。
2011年はA級サバンナ・サンドナッツでプレーし、109試合に出場して打率.259・4本塁打・40打点・25盗塁の成績を残した。
2012年はA+級セントルーシー・メッツでプレーし、ハムストリングを痛めて23試合に出場に終わったが、打率.329・1本塁打・10打点・2盗塁の成績を残した。オフにはアリゾナ・フォールリーグに参加し、サプライズ・サグアロスに所属した。
2013年はAA級ビンガムトン・メッツでプレーし、113試合に出場して打率.268・6本塁打・44打点・31盗塁の成績を残した。
2014年もAA級ビンガムトンでプレーし、106試合に出場して打率.289・7本塁打・54打点・16盗塁の成績を残した。
2015年は開幕からAAA級ラスベガス・フィフティワンズでプレーし、5月19日にメジャー契約を結んでアクティブ・ロースター入りした。同日のセントルイス・カージナルス戦の7回裏に代打で登場してメジャーデビューを果たし、マイケル・ワカからメジャー初安打を放った。6月1日のサンディエゴ・パドレス戦ではアンドリュー・キャッシュナーからメジャー初打点、14日のアトランタ・ブレーブス戦ではマイク・フォルテネービッチからメジャー初本塁打を放った。この年メジャーでは39試合に出場して打率.206・1本塁打・3打点・5盗塁の成績を残した。
2016年1月27日にヨエニス・セスペデスとの再契約に伴い、DFAとなった。

### ブルージェイズ時代
2016年2月2日に後日発表選手または金銭とのトレードで、トロント・ブルージェイズへ移籍した。この年は主に傘下のAAA級バッファロー・バイソンズでプレーし、82試合に出場して打率.266・10本塁打・40打点・11盗塁の成績を残した。メジャーでは13試合に出場して打率.111・1打点の成績を残した。
2017年は開幕をAAA級バッファローで迎えた。21試合に出場して打率.145と不振ながら5月16日にメジャー昇格すると、18日のブレーブス戦では「4番・中堅手」で先発出場して3回表にフリオ・テヘランから3点本塁打を記録したが、スイングの際に左肩を痛めて途中交代。翌日には故障者リスト入りとなった。この年メジャーでは3試合に出場して打率.400・1本塁打・3打点の成績を残した。オフの11月1日に40人枠を外れる形で傘下のAAA級バッファローへ配属された後、7日にFAとなった。

### 独立リーグ時代
2018年はアトランティックリーグのニューブリテン・ビーズと契約した。シーズン終了後に退団した。

## 詳細情報

### 年度別打撃成績
| 年 度    | 球 団    | 試 合 | 打 席 | 打 数 | 得 点 | 安 打 | 二 塁 打 | 三 塁 打 | 本 塁 打 | 塁 打 | 打 点 | 盗 塁 | 盗 塁 死 | 犠 打 | 犠 飛 | 四 球 | 敬 遠 | 死 球 | 三 振 | 併 殺 打 | 打 率 | 出 塁 率 | 長 打 率 | O P S |
| -------- | -------- | ----- | ----- | ----- | ----- | ----- | -------- | -------- | -------- | ----- | ----- | ----- | -------- | ----- | ----- | ----- | ----- | ----- | ----- | -------- | ----- | -------- | -------- | ----- |
| 2015     | NYM      | 39    | 75    | 68    | 5     | 14    | 2        | 0        | 1        | 19    | 3     | 5     | 1        | 0     | 0     | 4     | 0     | 2     | 25    | 0        | .206  | .270     | .279     | .550  |
| 2016     | TOR      | 13    | 29    | 27    | 2     | 3     | 2        | 0        | 0        | 5     | 1     | 0     | 0        | 0     | 0     | 1     | 0     | 1     | 14    | 0        | .111  | .172     | .185     | .358  |
| 2017     | TOR      | 3     | 5     | 5     | 2     | 2     | 1        | 0        | 1        | 6     | 3     | 0     | 0        | 0     | 0     | 0     | 0     | 0     | 0     | 0        | .400  | .400     | 1.200    | 1.600 |
| MLB：3年 | MLB：3年 | 55    | 104   | 100   | 9     | 19    | 5        | 0        | 2        | 30    | 7     | 5     | 1        | 0     | 0     | 5     | 0     | 1     | 39    | 0        | .190  | .250     | .300     | .550  |

- 2020年度シーズン終了時

### 背番号
- 1（2015年）
- 9（2016年 - 2017年）